# 디앤씨미디어
디앤씨미디어(D&C MEDIA)는 대한민국의 출판사이다. 판타지/무협, 로맨스, 라이트노벨 등의 장르 서적 및 이북 제작 유통, 게임 제작 및 유통, 만화 제작 및 유통을 하고 있다.

## 브랜드
- L노벨
- 시드노벨
- L북스 - 라이트노벨 레이블
- SL코믹 - 만화 레이블
- 파피루스 - 판타지, 무협 레이블
- 잇북 - 로맨스 레이블
- 블랙라벨클럽 - 로맨스 판타지 레이블
- 디앤씨북스 - 여성향 브랜드
- 디앤씨웹툰 - 디앤씨미디어에서 출간한 소설 인기작을 웹툰화하거나 웹툰 기획 브랜드